# La otra (telenovela)
La otra es una telenovela mexicana producida por Ernesto Alonso para Televisa en el 2002, siendo una historia original de Liliana Abud. Se estrenó por el Canal de las Estrellas el 20 de mayo de 2002 en sustitución de Salomé, y finalizó el 20 de septiembre del mismo año siendo reemplazado por Así son ellas.
Está protagonizada por Yadhira Carrillo —quien interpreta un doble papel— y Juan Soler, junto con Jacqueline Andere, Sergio Sendel, Alejandro Ávila, Verónica Jaspeado, Julio Bracho y Manuel Ojeda en los roles antagónicos. Acompañados por Ofelia Guilmain en un papel de soporte.

## Trama
Bernarda Sáenz (Chantal Andere) se presenta con sus dos hijas, Carlota y Eugenia, en el funeral de Leopoldo Guillén, afirmando que el difunto es el padre de sus hijas. Sin embargo, la mujer es insultada por Martha Caballero (Silvia Manríquez), la viuda legítima, y expulsada de allí por Román, el hijo primogénito de Leopoldo.
Pasan los años y las niñas crecen. Carlota (Yadhira Carrillo) es una dulce joven que toca el piano y hace máscaras mientras que Eugenia (Mercedes Molto), la favorita de Bernarda (Jacqueline Andere), va a la universidad, pero es una pésima estudiante. Aunque Bernarda trata muy mal a la primera y favorece a la segunda, en realidad las detesta a muerte: Leopoldo, sabedor de la existencia de sus hijas ilegítimas, reservó tres partes iguales de su fortuna para Bernarda y las niñas y dejó a la madre a cargo del dinero hasta que sus hijas se casasen. Sin embargo, la avaricia de Bernarda es tal, que tratará de impedir por todos los medios que sus hijas se casen para no tener que darles el dinero que les corresponde.
Román (Alejandro Avila), lleno de odio hacia Bernarda y sus hijas por la fortuna que heredaron, busca venganza y enamora a Eugenia sin importarle cometer incesto. Eugenia, respaldada por Carlota y Fabiana Morales (Maty Huitrón), prima de Bernarda, logra acostarse con Román y queda embarazada. 
Por otra parte, Álvaro Ibáñez (Juan Soler), un joven médico, se va a Querétaro para trabajar en un hospital. Al mismo tiempo, los padres de Álvaro se van a Morelos para comprar La Santísima, una hacienda codiciada por el malvado Delfino Arriaga (Jorge Vargas), cuyo hijo, Lázaro (Julio Bracho), tiene una relación amorosa con Cordelia Portugal (Yadhira Carrillo). Cordelia es físicamente idéntica en apariencia a Carlota, pero es ambiciosa y está con Lázaro por su dinero. Además, posee una reputación y una familia pésimas: su padre, Juan Pedro (Manuel Ojeda), es un borracho adúltero, y su hermana, Apolonia (Verónica Jaspeado), tan ambiciosa como ella, se odian entre sí. 
Después de varios encuentros poco afortunados, Álvaro y Carlota se enamoran. Mientras tanto, Eugenia le confiesa a su madre que está embarazada y Bernarda la envía con Tomasa López (Josefina Echánove), su ama de llaves, al rancho de Benigno (Carlos González), primo de Tomasa; allí, Santos (Ignacio Guadalupe), hijo de Benigno, se enamora de Eugenia. Fabiana también es expulsada por su prima cuando esta descubre que la primera le reveló a Eugenia que su madre tuvo relaciones con Leopoldo sin estar casada con él. 
Román se aleja de Eugenia tras cumplir sus objetivos, pero Fabiana visita al joven y le revela que Eugenia no es hija de Leopoldo, sino de otro hombre. Mientras tanto, Eugenia se casa con Santos, pero solo para darle un padre al hijo que espera; al mismo tiempo, Eugenia conoce a Cordelia. 
Por otro lado, Bernarda encierra a Carlota en un convento, pero la joven huye y vuelve a la casa con Fabiana. Esta le habla a Eugenia de la fortuna que pueden heredar Carlota y ella, pero Eugenia termina reconciliándose se con su madre y no le exige nada. Posteriormente, Bernarda y Delfino se encuentran y Bernarda lo reconoce como el padre de su hija mayor. 
Mientras tanto los padres de Álvaro consiguen comprar la hacienda y la preparan para la llegada de Carlota, pues Álvaro les contó que piensa casarse con ella y llevarla a vivir allí. 
Al mismo tiempo, Adrián (Sergio Sendel), el hermano adoptivo de Álvaro, a quien odia, inicia una relación amorosa con Cordelia, pero Lázaro se interpone en su relación. Adrián atropella a su rival para eliminarlo, y Lázaro queda malherido, aunque se salva queda con una discapacidad en la pierna. Sin embargo, Cordelia no ama a ninguno de los dos, sino que quiere engatusar a Álvaro para adueñarse de la fortuna Ibáñez. 
Posteriormente, Lupita (Rosa María Bianchi), la madre de Álvaro, muere de un ataque cardíaco provocado por una discusión con Cordelia, agravando la enfermedad cardíaca que padecía y provocando el ataque y posteriormente muerte, al Cordelia evitar que Lupita tome su medicamento. Eugenia muere al dar a luz y ordena a Tomasa que oculte al bebé para que todos crean que el niño también ha muerto en el parto. El ama de llaves y Santos crían en secreto al pequeño, que recibe el nombre de Librado. 
Álvaro, dolido por la muerte de su madre, va a ver a Carlota para contarle lo sucedido y llega durante el funeral de Eugenia. Como Carlota no está presente, Bernarda le hace creer que Carlota es la que está dentro del féretro para separarlos definitivamente, puesto que él no sabe que ella tenía una hermana. Álvaro se cree la mentira y se marcha con el corazón roto. A su vez, Bernarda hace creer a Carlota que Álvaro la ha abandonado. Enloquecida por el dolor, Carlota, que está embarazada, intenta suicidarse, pero solo consigue provocarse un aborto.
Más adelante, Álvaro conoce a Cordelia y queda profundamente impactado por su parecido con Carlota. Cordelia decide aprovecharse del dolor del joven y lo seduce hasta lograr casarse con él.
Pasan diez años. Carlota vive sumida en la tristeza, esclavizada por su madre, mientras que Álvaro y Cordelia (que es amante de Adrián) tienen problemas en su matrimonio, lo que llena de tristeza a Natalia (Natasha Dupeyrón), la hija de ambos. 
Dispuesta a vivir en libertad, Carlota abandona a su madre y se marcha a la capital. Allí, las dos mujeres (Carlota y Cordelia) por fin se encuentran.

## Reparto

### Principales
- Juan Soler como Álvaro Ibáñez Posada
- Yadhira Carrillo como Carlota Guillén Sáenz y Cordelia Portugal Sánchez
- Jacqueline Andere como Bernarda Sáenz Rivas vda. de Guillén
  - Chantal Andere interpretó a Bernarda de joven
- Sergio Sendel como Adrián Ibáñez Posada / Adrián Solís / Adrián Bravo Morales
- Manuel Ojeda como Juan Pedro Portugal
- Alejandro Ávila como Román Guillén Caballero / Román Caballero / Raúl Guízar
- Eugenio Cobo como Padre Agustín
- Jorge Vargas como Delfino Arriaga
  - Ernesto D'Alessio interpretó a Delfino de joven
- Julio Bracho como Lázaro Arriaga
- Toño Mauri como Daniel Mendizábal
- Rosa María Bianchi como Lupita Posada de Ibáñez
- Maty Huitrón como Fabiana Morales Rivas
- Mercedes Molto como Eugenia Guillén Sáenz / Eugenia Arriaga Sáenz
- Josefina Echánove como Tomasa López
- Alonso Echánove como Refugio Ríos "Cuco"
- Luis Couturier como Justo Ibáñez
- Sergio Sánchez como Saltiel Orozco
- Verónica Jaspeado como Apolonia Portugal Sánchez
- Lupita Lara como Matilde Sánchez de Portugal
- Ignacio Guadalupe como Santos Mérida
- Roberto Antúnez como Padre Fermín
- Elsa Cárdenas como Marta Caballero vda. de Guillén
  - Silvia Manríquez interpretó a Marta de joven
- Fernando Robles como Fulgencio Ríos
- Zoila Quiñones como Simona Díaz
- María Prado como Martina Rubio
- Antonio de la Vega como Isaac Gómez
- Carlos González como Benigno Mérida
- Rosángela Balbó como Socorrito
- Thelma Dorantes como Carmen
- Azela Robinson como Mireya Ocampo Herrera
- Sergio Ramos "El Comanche" como Joaquín Pardo
- Virginia Gutiérrez como Esperanza
- Gastón Tuset como Dr. Salvador Almanza
- Alfonso Iturralde como Narciso Bravo
- Virginia Gimeno como Hilaria Rivero
- Isadora González como Paulina Mendizábal
- David Ramos como Padre Conrado
- Alberto Inzúa como Padre Javier
- Lucy Tovar como Celina Chávez
- Shirley como Julieta Lugo de Guillén
- Esther Guilmáin como Esther
- Erika Blenher como Roberta

### Recurrentes e invitados especiales
- Ofelia Guilmáin como Sabina Herrera vda. de Ocampo
- Macaria como Fátima Rubio de Salazar
- Mónika Sánchez como Regina Salazar Rubio
- Juan Peláez como Enrique Salazar
- Carlos Speitzer como Librado Mérida Guillén / Librado Guillén Arriaga
- Natasha Dupeyrón como Natalia Ibáñez Portugal
- Cosme Alberto como Braulio Portugal Rivero
- Annie del Castillo como Karen Mendizábal
- Constanza Mier como Aída
- Ronny Montemayor como Raúl Salazar
- Carolina Guerrero como Jovita Beltrán
- Enrique Hidalgo como Isidro
- Ricardo Vera como Genaro
- Ofelia Cano como Diana Herrera
- Jairo Gómez como Cristóbal Ocampo
- María Dolores Oliva como Flor
- Juan Romanca como Belarmino
- José Montini como Animador
- Hugo Macías Macotela como Notario Carballido
- Mario del Río
- Elpidia Carrillo

## Premios y nominaciones

### Premios TVyNovelas 2003
| Categoría                  | Nominado(a)       | Resultado |
| -------------------------- | ----------------- | --------- |
| Mejor telenovela           | Ernesto Alonso    | Ganador   |
| Mejor actriz protagónica   | Yadhira Carrillo  | Ganadora  |
| Mejor actor protagónico    | Juan Soler        | Ganador   |
| Mejor villana              | Jacqueline Andere | Nominada  |
| Mejor primera actriz       | Jacqueline Andere | Ganadora  |
| Mejor villano              | Sergio Sendel     | Nominado  |
| Mejor actriz de reparto    | Azela Robinson    | Nominada  |
| Mejor revelación masculina | Julio Bracho      | Nominado  |
| Mejor dirección de escena  | Benjamín Cann     | Ganador   |

### Premios El Heraldo de México 2003
| Categoría        | Nominado(a)       | Resultado |
| ---------------- | ----------------- | --------- |
| Mejor telenovela | La otra           | Ganadora  |
| Mejor villana    | Jacqueline Andere | Ganadora  |
| Mejor director   | Benjamín Cann     | Ganador   |

### Premios INTE 2003
| Año  | Categoría          | Nominado(a)       | Resultado |
| ---- | ------------------ | ----------------- | --------- |
| 2003 | Telenovela del año | Ernesto Alonso    | Nominado  |
| 2003 | Actriz del año     | Yadhira Carrillo  | Nominada  |
| 2003 | Actor del año      | Juan Soler        | Nominado  |
| 2003 | Actriz de reparto  | Jacqueline Andere | Nominada  |